# Tahiti International 2016
Die Tahiti International 2016 als offene internationale Meisterschaften von Französisch-Polynesien im Badminton fanden vom 21. bis zum 24. April 2016 in Punaauia statt.

## Sieger und Platzierte
| Disziplin    | Gold                          | Silber                           | Bronze                                   |
| ------------ | ----------------------------- | -------------------------------- | ---------------------------------------- |
| Herreneinzel | Indra Bagus Ade Chandra       | Milan Ludík                      | Dinuka Karunaratne                       |
| Herreneinzel | Indra Bagus Ade Chandra       | Milan Ludík                      | Niluka Karunaratne                       |
| Dameneinzel  | Moe Araki                     | Lianne Tan                       | Jeanine Cicognini                        |
| Dameneinzel  | Moe Araki                     | Lianne Tan                       | Natalia Perminova                        |
| Herrendoppel | Adam Cwalina Przemysław Wacha | Phillip Chew Sattawat Pongnairat | Ali Ahmed El Khateeb Abdelrahman Kashkal |
| Herrendoppel | Adam Cwalina Przemysław Wacha | Phillip Chew Sattawat Pongnairat | Matthew Chau Sawan Serasinghe            |
| Damendoppel  | Akane Araki Ayaka Kawasaki    | Eva Lee Paula Obanana            | Tiffany Ho Jennifer Tam                  |
| Mixed        | Vitaliy Durkin Nina Vislova   | Phillip Chew Jamie Subandhi      | Toby Ng Alexandra Bruce                  |
| Mixed        | Vitaliy Durkin Nina Vislova   | Phillip Chew Jamie Subandhi      | Anthony Joe Joy Lai                      |